# Bitwa pod La Roche-aux-Moines
Bitwa pod La Roche-aux-Moines – starcie zbrojne, które miało miejsce dnia 2 lipca 1214 r. pomiędzy wojskiem księcia Ludwika VIII a siłami króla angielskiego Jana bez Ziemi. Miejsce bitwy znajduje się niedaleko Angers w historycznej prowincji Andegawenia (Dep. Maine i Loara). Bitwa zakończyła się zwycięstwem Francuzów i ucieczką króla angielskiego z pola bitwy.
Do bitwy doszło w ramach kampanii króla angielskiego i sprzymierzonego z nim cesarza Ottona IV Brunszwickiego przeciwko francuskiemu władcy Filipowi II Augustowi latem 1214 r. Przyczyną konfliktu były próby zagarnięcia przez Filipa terytoriów dynastii Plantagenetów. Do roku 1204 Filipowi udało się zająć ziemie Plantagenetów położone na północ od Loary (Normandię, Maine, Anjou i Touraine). W następnych latach kampanię mającą na celu odbicie utraconych ziem rozpoczął król Jan, sprzymierzając się z cesarzem Ottonem IV.
Filip II również poszukiwał sojuszników, pozyskując przychylność Fryderyka II, skonfliktowanego z Ottonem. Dnia 15 lutego 1214 r. król angielski na czele swojej armii wylądował w rejonie La Rochelle na wybrzeżu Saintonge. Następnie podjął zabiegi dyplomatyczne w celu pozyskania na swoją stronę baronów z Akwitanii. Na jego stronę przeszli m.in. hrabiowie z Limoges oraz Lusignan. W tym samym czasie Filip zgromadził w Châteauroux siły liczące 800 rycerzy. Tutaj Filip otrzymał wiadomość o przygotowaniach do wojny cesarza Ottona IV, pociągnął więc na północny wschód kraju, gdzie organizował drugą armię. Do ochrony ziem południowo-zachodnich król wyznaczył swojego syna księcia Ludwika VIII oraz marszałka Henri Clémenta.
W maju 1214 r. Jan przekroczył Loarę i wkroczył na ziemie Bretanii, gdzie zajął Nantes. Następnie wyruszył ku Anjou. 17 czerwca w ręce Anglików wpadło Angers i dwa okoliczne zamki. Nie udało się natomiast zdobyć La Roche-aux-Moines, którego oblężenie rozpoczęto dnia 19 czerwca. Wiadomość o oblężeniu miasta zastała księcia Filipa w Chinon. Książę zdecydował się na natychmiastowy wymarsz w kierunku sił przeciwnika. Filip obawiał się zwłaszcza utraty Angers i możliwego przejścia jego wasali na stronę Jana.
Na wieść o nadciągającej armii francuskiej w obozie angielskim pojawiły się oznaki niepewności. Na dodatek opuścili Jana sojusznicy z Lusignan i Thouars, którzy zdecydowali się sami bronić własnych posiadłości. Dnia 2 lipca Ludwik VIII dotarł w pobliże La Roche-aux-Moines, gdzie ustawił swoją armię do bitwy i nakazał natychmiastowy atak. W szeregach angielskich wybuchła panika a król i jego rycerze w pośpiechu opuścili pole bitwy kierując się na południe. W trakcie pośpiesznego przekraczania Loary utonęło wielu angielskich żołnierzy piechoty. Dnia 4 lipca Jan dotarł do bezpiecznego, oddalonego o ponad 115 km Saint-Maixent-l’École.
Po bitwie Filip korzystając z opieszałości cesarza Ottona IV, zebrał swoją armię w Péronne. Ponieważ po ostatniej klęsce Jan nie podejmował już żadnej akcji, Otton zdany został wyłącznie na własne siły. W bitwie pod Bouvinnes dnia 27 lipca 1214 r. siły cesarskie zostały rozbite przez wojska Filipa II. Na wieść o wyniku bitwy pod Bouviness Jan zawarł z Filipem zawieszenie broni w Thouars w dniu 18 września, zrzekając się utraconych w ostatniej kampanii ziem na rzecz francuskiego władcy.